# Xã Trivoli, Quận Ellsworth, Kansas
Xã Trivoli (tiếng Anh: Trivoli Township) là một xã thuộc quận Ellsworth, tiểu bang Kansas, Hoa Kỳ. Năm 2010, dân số của xã này là 54 người.